# Bujtás János
Bujtás János (Cegléd, 1953. március 1. – ) magyar film- és televíziós rendező.

## Életpályája
Születésétől a gimnáziumi évekig Cegléden élt, a vidék meghatározó nyomot hagyott a felnőtt életére. 14 évig zenei tanulmányokat folytatott (hegedű- és zongora szak, 2 év magánénekesi képzés Polgár László tanítványaként). A gimnáziumot Budapesten végezte el. Színházhoz kötödése hamar irányt adott, a középiskola elvégzése után felvételizett színész szakra, de Simon Zsuzsa eltanácsolta. Váratlanul érte a televíziós munka lehetősége, melynek hatására a rendezői pálya mellett döntött. Néhány évig az Magyar Televízió Irodalmi és Drámai Főosztályon dolgozott asszisztensként. Induló karrierjét kettétörte a '70-es években még kötelező 2 éves sorkatonaság, melyet zenészként sikerült „átvészelnie”. 
Az 1970-es évektől már technikai rendezőként dolgozott, színházi rendezőknek segített a televíziós adaptációk elkészítésében (Bán Róbert, Félix László, Ádám Ottó, Berényi Gábor). Televíziós és filmes rendezők munkatársaként dolgozott és tanult (Felvidéki Judit, Horváth Z. Gergely, Bácskai Lauró István, Kabay Barna, Révész György, Várkonyi Gábor, Tarr Béla).  
Az 1980-as évek elejétől balett és színházi közvetítések vezetője volt. 1981-ben forgatta társrendezőként az első és rögtön kétrészes filmjét Fizetés nélküli szabadság címmel. A moszkvai forgatáson  ismerte meg iráni származású feleségét, aki a későbbiekben meghatározta az egész életét. Két lánygyermekük született: Mozsgán és Merdzsán. 1982-83-tól lett alkotótársa Horváth Ádámnak (Rigoletto, Széchenyi film, élő műsorok, magazinok), ezután 1987-ben szerzett rendezői diplomát Horváth Ádám osztályában. Ettől az évtől lett a Szomszédok rendezői stábjának tagja fél évig technikai rendezőként, majd rendezőként, összesen 136 rész fűződik a nevéhez. A Magyar Televízióban dolgozott 1971-től 1998-ig.
1999-től átmenetileg hátat fordított a televíziózásnak, átképezte magát, közgazdaságot és marketinget tanult, ma sok országra kiterjedő marketing vállalkozást vezet. Napjainkban a Szomszédok sorozat folytatásán dolgozik.
Két testvére van, Margit és József. Nővére kitüntetett középiskolai tanár, bátyja európai hírű komolyzeneszerző.

## Tanulmányai
- Kossuth Lajos Gimnázium (Cegléd) 1967–1968
- Eötvös József Gimnázium (Budapest) 1968–1971
- Színház- és Filmművészeti Egyetem 1985–1988

## Jelentősebb rendezései
- Fizetés nélküli szabadság – főrendező 1981
- A bahcsiszeráji szökőkút – balettfilm 1983
- Divat mindenkinek – Sió TV 1984
- Erdőkerülő – magazin műsor 1984
- Macskajáték – tv változat színházi rendező: Berényi Gábor 1985
- Hegyháti Kalauz – dokumentumfilm 1986
- Aranyóra – színházi rendező Berényi Gábor 1987
- Szomszédok sorozat 1987-1998

## Díjai, elismerései
- Kiváló munkáért (MTVA)
- MTV nívódíjak
- Szkíta Aranyszarvas díj (Szomszédok)